# Folikulární pomocné T lymfocyty
Folikulární pomocné T lymfocyty (zkratka TFH z angl. follicular helper T lymphocytes) patří do skupiny pomocných TH lymfocytů exprimujících povrchový znak koreceptor CD4 (též CD4+ T lymfocyty). Existence této lymfocytární populace byla poprvé reportována na přelomu tisíciletí v lidských krčních mandlích. Označení těchto buněk jako „folikulární“ odkazuje na jejich lokalizaci především ve folikulech sekundárních lymfatických orgánů (uzliny, slezina). Tato lokalizace TFH lymfocytů dále napovídá jejich funkci v imunitním systému.
TFH lymfocyty jsou důležitou složkou účastnící se adaptivní imunitní odpovědi a také nastavení imunitní paměti. Na těchto základních imunitních mechanismech se TFH lymfocyty podílejí zejména svou spoluprací s B lymfocyty na tvorbě specifické protilátkové odpovědi během reakcí germinálního centra (GC). Tyto interakce poté vedou ke klonální expanzi antigen-specifických B lymfocytů, jejich diferenciaci v protilátky produkující plazmatické buňky a také v dlouho žijící paměťové B buňky.

## Funkce TFH
TFH lymfocyty jsou jednou z klíčových buněčných populací podílejících se na imunitních dějích v sekundárních lymfatických orgánech. TFH buňky jsou nutné pro správné vytvoření a chod GC v B buněčné zóně lymfoidních folikulů, na čemž kromě B lymfocytů spolupracují i s dalším buněčným typem který se zde nachází tzv. folikulární dendritické buňky (FDB, angl. FDC). Germinální centra jsou právě ta místa ve kterých dochází k zásadním procesům B buněčné imunitní odpovědi – afinitní maturaci B lymfocytů, která zahrnuje somatickou hypermutaci (SHM) B buněčného receptoru (BCR) a následnou selekci. Dále zde také dochází k izotypovému přesmyku (angl. class switch recombination (CSR)) a následně k produkci konkrétního izotypu protilátek. A v neposlední řadě zde dochází k diferenciaci v plazmatické a paměťové buňky.
Na těchto procesech se TFH lymfocyty podílejí přímým buněčným kontaktem s B lymfocyty pomocí párů adhezivních a signalizačních molekul, jako jsou TCR a p:MHC-II, ICOS a ICOS-L, PD1 a PD1L a další. TFH lymfocyty zprostředkovávají kostimulační signál přes interakci molekul CD40L (na povrchu TFH lymfocytu) a CD40 (na povrchu B lymfocytu). V neposlední řadě jsou TFH lymfocyty zdrojem cytokinů, zejména IL-21 a IL-4, které jsou důležité pro proliferaci B lymfocytů. Spektrum cytokinů produkované TFH lymfocyty ovlivňuje také izotypový přesmyk, a tudíž i výsledný izotyp produkovaných protilátek (u člověka z IgD/IgM na IgG1, IgG2, IgG3, IgG4, IgA, IgE). Tyto interakce jsou vzájemné a B lymfocyty v kontaktu s TFH lymfocyty u nich podporují expresi kostimulačních molekul, produkci cytokinů a setrvání v GC.

## Diferenciace TFH
Populace TFH lymfocytů je definována expresí transkripčního faktoru Bcl6, který je hlavním regulátorem jejich diferenciace a ustanovuje TFH buněčný program. Další znak, kterým je tato populace charakterizována je chemokinový receptor CXCR5, podle kterého byla tato populace poprvé definována a který TFH lymfocytům umožňuje lokalizaci do B buněčných folikulů. Typická je také exprese molekul PD1, ICOS a IL-21.
Diferenciace TFH lymfocytů je úzce spojena se sekundárními lymfatickými orgány a průchodem těchto buněk přes T buněčnou a B buněčnou zónu. Zde k diferenciaci a dozrávání funkčních TFH lymfocytů dochází v několika krocích. V T buněčné zóně dochází ke stimulaci TCR nezkušených TN/TH0 buněk p:MHC-II komplexem na povrchu dendritických buněk, společně s dalšími kostimulačními a cytokinovými signály. Tyto interakce vedou k aktivaci exprese Bcl6 a diferenciaci TN/TH0 buněk do TFH linie. Takto diferencované TFH lymfocyty exprimují CXCR5 a zároveň snižují expresi CCR7 a migrují do B buněčné zóny, kde dochází k formování a reakcím GC. Interakce TFH lymfocytů v GC posílí expresi CXCR5, ICOS, PD1, sekreci cytokinů a takto aktivované TFH lymfocyty spolupracují s B lymfocyty na imunitní odpovědi.

## TFHa jejich role v patologiích

### Primární imunodeficience
Jsou reportována onemocnění spojená s dysregulovanou nebo deficitní funkcí TFH lymfocytů. Pokud jsou TFH lymfocyty nefunkční dochází k nedostatečné či porušené produkci protilátek, což může vést k imunodeficitním stavům a přecitlivělosti k infekcím způsobenými zejména extracelulárními patogeny. Nejedná se pouze o deficity v samotné TFH buněčné populaci, ale také o deficity klíčových molekul nutných pro jejich diferenciaci a funkci. Pacienti s deficity v genech pro molekuly CD40L či ICOS trpí sníženým počtem TFH lymfocytů a defekty v produkci protilátek vedoucím až k hyper IgM syndromům či běžné variabilní imunodeficienci (angl. common variable immunodeficiency (CVID)).

### Získané imunodeficience
Virus HIV cílí na pomocné TH lymfocyty jejichž součástí jsou i TFH lymfocyty, ty navíc mohou sloužit jako rezervoár této virové infekce. Výsledkem infekce virem HIV je pak kromě buněčných imunodeficitů a syndromu AIDS také neschopnost těchto pacientů vytvořit robustní specifickou protilátkovou odpověď proti patogenům. Jelikož TFH lymfocyty jsou důležité i pro diferenciaci dlouho žijících paměťových B buněk, jejich nedostatečná funkce může také snížit nastavení imunitní paměti a účinnost vakcinace cílící na tento imunitní mechanismus, což bylo pozorováno u HIV pozitivních pacientů při očkování proti chřipce.

### Autoimunitní onemocnění
U pacientů s některými autoimunitními onemocněními, jako je systémový lupus erythematodes (SLE) či revmatoidní artritida (RA) byly naměřeny zvýšené hladiny cirkulujících TFH lymfocytů. U těchto autoimunitních onemocněních může aberantní vývoj TFH lymfocytů na rozdíl od deficitů v protilátkové odpovědi naopak vést k produkci vysoce afinitních autoprotilátek proti vlastním tkáním, které pak mohou přispívat k rozsáhlým orgánovým poškozením či tvorbě a hromadění imunokomplexů v těle pacientů.

## Alternativní CD8+ TFClymfocyty u chronických virových infekcí
B buněčné zóny lymfoidních folikulů mohou sloužit jako rezervoár chronických virových infekcí, jelikož zde nejsou přítomné všechny složky antivirové obrany, a právě buňky které se zde nachází mohou být cílem virů (např. TFH lymfocyty pro virus HIV, B lymfocyty pro virus EBV). Bylo zjištěno, že v takovýchto situacích chronických virových infekcí mohou hrát důležitou roli tzv. folikulární cytotoxické lymfocyty TFC exprimující koreceptor CD8 společně se znaky TFH linie jako je exprese CXCR5 a Bcl6. Nicméně pro přesný popis funkce těchto TFC buněk bude nutné další studium.